# Allobates hodli
Allobates hodli es una especie de anfibio anuro de la familia Aromobatidae.

## Distribución geográfica
Esta especie es endémica de Brasil. Habita en la cuenca del río Madeira en Rondônia, Amazonas y Acre.

## Publicación original
- Simões, Lima & Farias, 2010 : The description of a cryptic species related to the pan-Amazonian frog Allobates femoralis (Boulenger 1883)(Anura:Aromobatidae). Zootaxa, n.º 240, p. 1-28.[3]